# Condado de Villanueva del Soto
El condado de Villanueva del Soto es un título nobiliario español creado por Real Decreto el 21 de enero de 1686 y Real Despacho el 28 de agosto de 1687, por el rey Carlos II, a favor de García Álvaro de Híjar y Mendoza, capitán general de Chile.
Este título fue rehabilitado en 1915 por el rey Alfonso XIII a favor de Joaquín de Santiago-Concha y Tineo, como cuarto conde de Villanueva del Soto.

## Condes de Villanueva del Soto
|                               | Titular                                              | Periodo                |
| Creación por Carlos II        | Creación por Carlos II                               | Creación por Carlos II |
| ----------------------------- | ---------------------------------------------------- | ---------------------- |
| I                             | García Álvaro de Híjar y Mendoza Dávila              | 1687-                  |
| II                            | García de Híjar y Mendoza Santillán                  | ? -1718                |
| III                           | Fernando de la Fuente e Híjar                        | 1718-1777              |
| IV                            | José Fuente y Messía                                 | 1777-1823              |
| Rehabilitado por Alfonso XIII |                                                      |                        |
| V                             | Joaquín de Santiago-Concha y Tineo                   | 1915-1917              |
| VI                            | Juan de Dios Rodríguez y de Santiago-Concha          | 1939                   |
| VII                           | José María Rodríguez de Santiago-Concha              | 1951-                  |
| VIII                          | Juan Bautista Rodríguez de Santiago-Concha y Fabra   | 2004-2022              |
| IX                            | Cristina Rodríguez de Santiago-Concha y Ruiz-Navarro | 2022-                  |

## Historia de los condes de Villanueva del Soto
- García Álvaro de Híjar y Mendoza Dávila (1600-¿1668?), I conde de Villanueva del Soto, III marqués del Dragón de San Miguel de Híjar.

1. Casó con Juana Margarita de Santillán y Cepeda. Le sucedió su hijo:

- García de Híjar Mendoza y Santillán (Lima 1634-1718), II conde de Villanueva del Soto, IV marqués del Dragón de San Miguel de Híjar.

1. Casó con Leonor Mauricia Roldán Dávila y Castilla. Le sucedió, de su hija Juana Margarita de Híjar y Mendoza (Lima 1680- ? ), VI marquesa del Dragón de San Miguel de Híjar que casó con Fernando de la Fuente y Rojas el hijo de amboa, por tanto su nieto:

- Fernando José de la Fuente Híjar y Mendoza (Pisco 1712-Lima 1777), III conde de Villanueva del Soto, VII marqués del Dragón de San Miguel de Híjar, conde de Fuente Roja.

1. Casó en 1748 con Grimanesa Bejarano y Bravo de Laguna, hija del conde de Villaseñor
2. Casó en 1757 con Isabel (de la Presa) Carrillo de Albornoz y Bravo de Lagunas, hija del IV Conde de Montemar. Fue su hijo:

-José María de la Fuente y Carrillo de Albornoz (n. en 1760/7), VIII marqués del Dragón de San Miguel de Híjar.
1. Casó con María Josefa Mesía y Aliaga, IV condesa de Sierrabella. Le sucedió su hijo:

- José de la Fuente y Mesía (f. en 1823), IV conde de Villanueva del Soto. Fue su hermana:

-María Loreta de la Fuente y Mesía (n. en 1791). Fue su hija:
- María Josefa del Carmen Vázquez de Acuña y de la Fuente Mesía (1807-1881), X marquesa del Dragón de San Miguel, VIII condesa de la Vega del Ren, VI condesa de Sierrabella.

1. Casó con Manuel de Santiago-Concha y de la Cerda. Fue su hijo:

- José María de Santiago-Concha y Acuña. Su hijo Joaquín rehabilitó el título como V marqués de Villanueva del Soto.

Rehabilitado en 1915 por:
- Joaquín de Santiago-Concha y Tineo (f. en 1917), V conde de Villanueva del Soto. Le sucedió el hijo de su hermana María de la Trinidad de Santiago-Concha y Tineo, VIII condesa de Sierrabella (rehabilitado a su favor en 1912), XIII marquesa del Dragón de San Miguel de Híjar, que había casado con Juan Rodríguez Fraile, por tanto su sobrino:

- Juan de Dios Rodríguez y de Santiago-Concha (f. en 1937), VI conde de Villanueva del Soto. Honrado con la Medalla Militar por su "admirable espíritu y extraordinario valor", mostrado en la batalla de Brunete (cayendo el 10 de julio de 1937). Como Alférez-Alumno de Infantería participó en la defensa del Alcázar de Toledo,  a continuación de la liberación, solicitó el encuadramiento voluntario en la Legión (1ªBandera), donde encontró la heroica muerte, como Oficial.[2] Le sucedió en el "Condado de Villanueva de Soto" su hermano:

- José María Rodríguez de Santiago-Concha (n. en 1916), VII conde de Villanueva del Soto, IX conde de Sierrabella, XIV marqués del Dragón de San Miguel de Híjar, VII marqués de Casa Tremañes, marqués de Valdelirios.

1. Casó con María Inés Fabra y Boada. Le sucedió su hijo:

- Juan Rodríguez de Santiago-Concha y Fabra (1954-Madrid, 4 de enero de 2022[3]), VIII conde de Villanueva del Soto, X conde de Sierrabella, XV marqués del Dragón de San Miguel de Híjar, VIII marqués de Casa Tremanes, marqués de Valdelirios, X conde de la Vega del Ren.

Casó con Cristina Ruiz-Navarro y del Pinar. :: Casó con Cristina Ruiz-Navarro y del Pinar. Sucedió su hija:
- Cristina Rodríguez de Santiago-Concha y Ruiz-Navarro, IX condesa de Villanueva del Soto,[4] VIII marquesa de Valdelirios, XVI marquesa del Dragón de San Miguel de Híjar, X condesa de la Vega del Ren y IX marquesa de Casa Tremañes.